# Coleoscirus carnus
Coleoscirus carnus är en spindeldjursart som beskrevs av Muhammad och Mohammad Nazeer Chaudhri 1992. Coleoscirus carnus ingår i släktet Coleoscirus och familjen Cunaxidae. Inga underarter finns listade i Catalogue of Life.